# Тарханская Потьма
Тарханская Потьма (м. Потманя) (от мокшанского потма — скрытое, далёкое место в лесу, и тархан — «освобождённый от податей в казанском и других ханствах») — село в Зубово-Полянском районе Мордовии. Административный центр Тарханско-Потьминского сельского поселения.

## География
Расположено в 25 км от районного центра и железнодорожной станции Зубова Поляна. Название происходит от тюрк. тархан «вольный человек, свободный от повинностей» (в 16—17 вв. тарханная грамота освобождала от податей мордву и татар, перешедших на службу к русскому царю) и м. потма (потьма) «глухое место в лесу».

## История
Год основания - ранее 1700 года, т.к. существуют ревизские сказки в РГАДА по Тарханной Потьме за 1719 год. 
На 1730 год, в селе было 110 дворов, преобладало женское население, было развито плотницкое и столярное дело, бондарное и каретное производство, земплепашество, продажа леса (сплав шёл по реке Вад). На 1866 год — казённое село Спасского уезда Ачадовской области из 130 дворов согласно «Списку населённых мест Тамбовской губернии».
В настоящее время вокруг села нет леса; в селе три улицы, дома оснащены газом и водоснабжением. Есть три пруда, лесопоросли, в километре от Тархан-Потьмы расположена река Чиушь.
В селе расположены Тархан-Потьминский дом-интернат для престарелых и инвалидов, Церковь Рождества Христова, памятник погибшим односельчанам.

## Население
| 2002 | 2010 |
| ---- | ---- |
| 1113 | ↘952 |

Национальный состав
Согласно результатам Всероссийской переписи населения 2002 года, в национальной структуре населения мордва-мокша составляли 98 %.

## Известные уроженцы
- Анатолий Григорьевич Самошкин
- Шишкарев Михаил Николаевич